# ジャッキー・ジャクソン
ジャッキー・ジャクソン（Jackie Jackson、1951年5月4日 - ）は、アメリカ合衆国の歌手。ジャクソン一家の長男で、弟の1人はマイケル・ジャクソン。
本名はシグムンド・ジャクソン (Sigmund Jackson) であるが、幼少時に身内から「ジャッキー」の愛称を与えられ、それを芸名にして現在に至る。

## プロフィール
スポーツ万能でバスケットが得意で、かなり女の子に人気があった。白いブリーフが大好きで、体を鍛えることは欠かさなかったという。
1974年11月24日にイーニッド・スパンと結婚するが、1987年8月20日に離婚した。
2001年にヴィクトリア・トリッグスと再婚した。子供はイーニッドとの間に生まれた息子のシグムンドと、養女のブランディがいる。
ソロ活動では、ジャクソン5時代の1973年にアルバム『Jackie Jackson』をリリースしており、グループ解散後の1989年にもアルバム『ビー・ザ・ワン』およびシングル「Stay」「Cruzin」を出している。
現在はカリフォルニアに在住し、レコード会社「Jesco」を経営している。所属アーティストの1人には息子のシグムンドもおり、「DealZ」の名義でラッパーとして活動している。
なお、ジャッキーは兄弟姉妹で唯一鼻の整形疑惑がない。

## ディスコグラフィ

### ソロ・アルバム
- Jackie Jackson (1973年、Motown)
- 『ビー・ザ・ワン』 - Be the One (1989年、Polydor)

### シングル
- "Thanks To You" (1973年)
- "Cruzin'" (1989年) ※R&Bチャート58位
- "Stay" (1989年) ※R&Bチャート39位
- "We Know What's Going On" (2010年)